# Camfield River
Camfield River är ett vattendrag i Australien. Det ligger i territoriet Northern Territory, omkring 500 kilometer söder om territoriets huvudstad Darwin.
Trakten runt Camfield River består i huvudsak av gräsmarker. Trakten runt Camfield River är nära nog obefolkad, med mindre än två invånare per kvadratkilometer. Genomsnittlig årsnederbörd är 883 millimeter. Den regnigaste månaden är februari, med i genomsnitt 253 mm nederbörd, och den torraste är maj, med 1 mm nederbörd.